# Виноградов, Вячеслав Николаевич
Вячеслав Николаевич Виноградов (род. 21 марта 1941) — российский политик, член Совета Федерации (2001-2004).

## Биография
Образование высшее профессиональное. Окончил Костромской технологический институт. Присвоено почетное звание «Заслуженный энергетик Российской Федерации». Награждён медалью «Ветеран труда», Почетной грамотой СФ.

### Политическая карьера
Член Совета Федерации Федерального Собрания Российской Федерации от Костромской области с июня 2001 по февраль 2004. Представлял в СФ законодательный (представительный) орган государственной власти Костромской области.